# جان نيكولا بوروجارد
جان نيكولا بوروجارد (بالفرنسية: Jean Nicolas Beauregard)‏ هو كاهن كاثوليكي فرنسي، ولد في ديسمبر 1733 في متز في فرنسا، وتوفي في 1804.